# Climate Savers Computing Initiative
Le Climate Savers Computing Initiative est un groupe à but non lucratif de consommateurs, d'entreprises et d'organisations non gouvernementales qui cherchent à promouvoir les techniques propres de nature à améliorer l'efficacité énergétique et à réduire la consommation d'énergie des ordinateurs.
L'inititiave date de 2007, et les organismes qui en sont à l'origine sont Google et le WWF.
Les constructeurs informatiques qui participent à cette initiative s'engagent à développer des produits qui atteignent des objectifs d'efficacité énergétique, et leurs membres s'engagent à acheter des produits informatiques éco-efficaces.
L'initiative s'est donné pour objectif de réduire vers 2010 la consommation d'énergie des ordinateurs de 50 %, et de réduire les émissions globales de CO2 des opérations des ordinateurs de 54 millions de tonnes par an.[Passage à actualiser]